# Siaya
Siaya est le chef-lieu du comté de Siaya et du district d'Alego dans l'ancienne province de Nyanza au Kenya.
La munipicalité est divisée en cinq sections : Mjini, Siaya Central, Siaya East, Siaya North and Siaya West totalisant, ensemble, 41 174 habitants au recensement de 1999. Toutes font partie de la circonscription électorale d'Alego oriental (East Alego).
La population est, essentiellement, constituée de Luo.

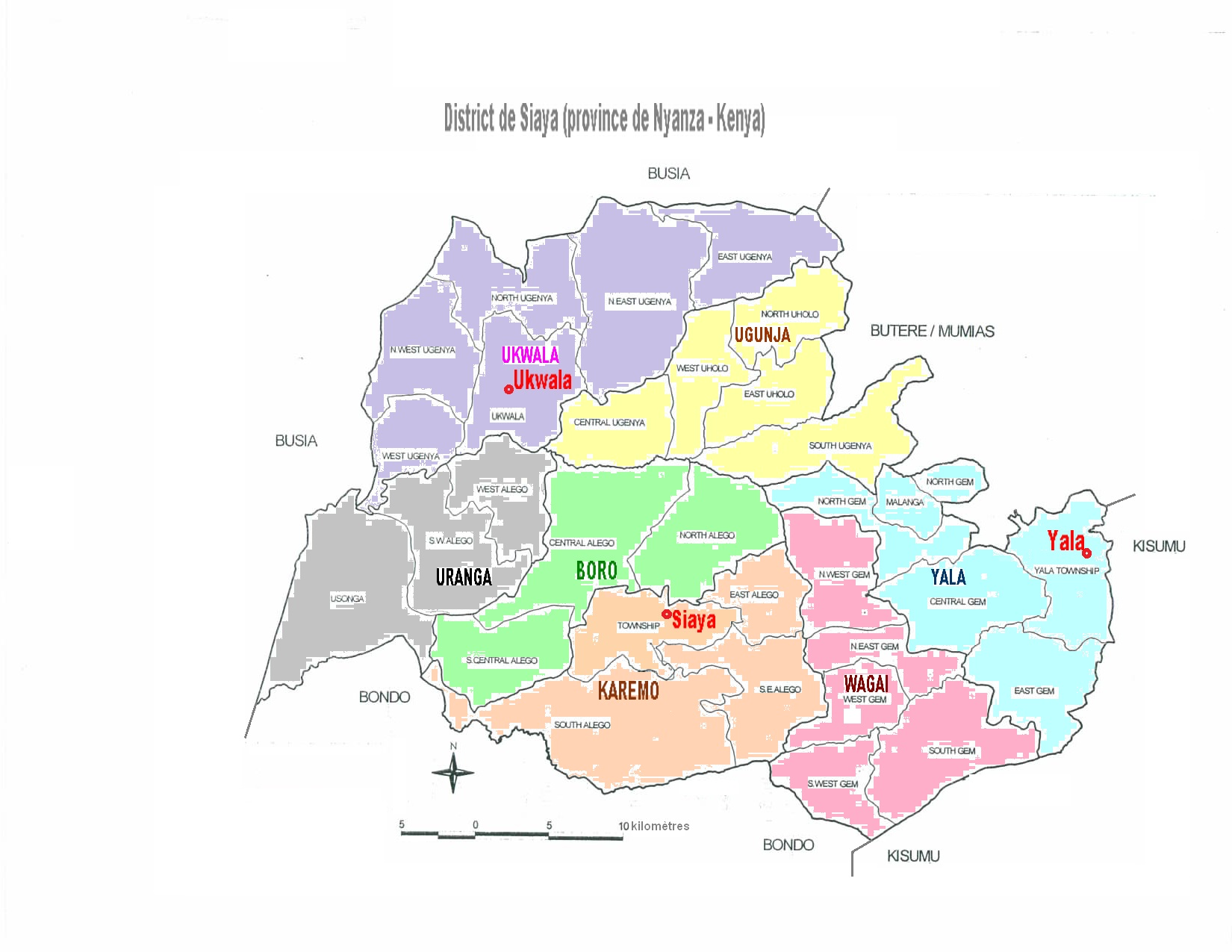
Situation de Siaya dans son district.

## Gentilé
Que ce soit en français, en anglais ou en swahili, il n'y a pas de gentilé précis quant à l'appellation des habitants. La langue française parle d'« habitant de Siaya », la langue anglaise de « Siaya resident » et la langue swahili de « wakaaji wa Siaya ». Cependant, les Luos sont beaucoup plus précis. Ceux qui sont nés à Siaya sont identifiés comme wuod Siaya (« fils de Siaya ») et nya Siaya (« fille de Siaya ») même s'ils n'habitent pas la ville. Les habitants sont reconnus comme ja Alego (« homme d'Alego »). L'épouse d'un homme né à Siaya sera appelée chi Siaya.

## Climat
Selon la classification de Köppen, le climat de Siaya est de type Aw.
- Températures : les moyennes les plus basses se situent entre 17 et 19 °C et les plus élevées entre 27 et 29 °C. Les minimums nocturnes enregistrés surviennent en août et septembre avec de températures de l'ordre de 12 °C. Les maximums diurnes peuvent monter jusqu'à 37 °C entre décembre et avril.
- Pluviométrie : la saison des pluies est située entre mars et mai avec un maximum de précipitations mensuelle d'environ 200 mm en avril. Une petite saison pluvieuse survient en novembre et décembre avec une moyenne de 100 mm et un maximum de 140 mm. Cette mini saison pluvieuse est suivie, en janvier, du mois le plus sec avec des précipitations moyennes de 48 mm et maximales de 79 mm.

| Mois                              | jan. | fév. | mars | avril | mai | juin | jui. | août | sep. | oct. | nov. | déc. |
| --------------------------------- | ---- | ---- | ---- | ----- | --- | ---- | ---- | ---- | ---- | ---- | ---- | ---- |
| Température minimale moyenne (°C) | 18   | 19   | 19   | 18    | 18  | 17   | 17   | 17   | 17   | 18   | 18   | 18   |
| Température maximale moyenne (°C) | 29   | 29   | 28   | 28    | 27  | 27   | 27   | 27   | 28   | 29   | 29   | 29   |
| Précipitations (mm)               | 48   | 81   | 140  | 191   | 155 | 84   | 58   | 76   | 64   | 56   | 86   | 102  |

| Diagramme climatique                                  |        |         |         |         |        |        |        |        |        |        |         |
| J                                                     | F      | M       | A       | M       | J      | J      | A      | S      | O      | N      | D       |
| 291848                                                | 291981 | 2819140 | 2818191 | 2718155 | 271784 | 271758 | 271776 | 281764 | 291856 | 291886 | 2918102 |
| Moyennes : • Temp. maxi et mini °C • Précipitation mm |        |         |         |         |        |        |        |        |        |        |         |

Notes et références,

## Transport
Siaya est desservie par :

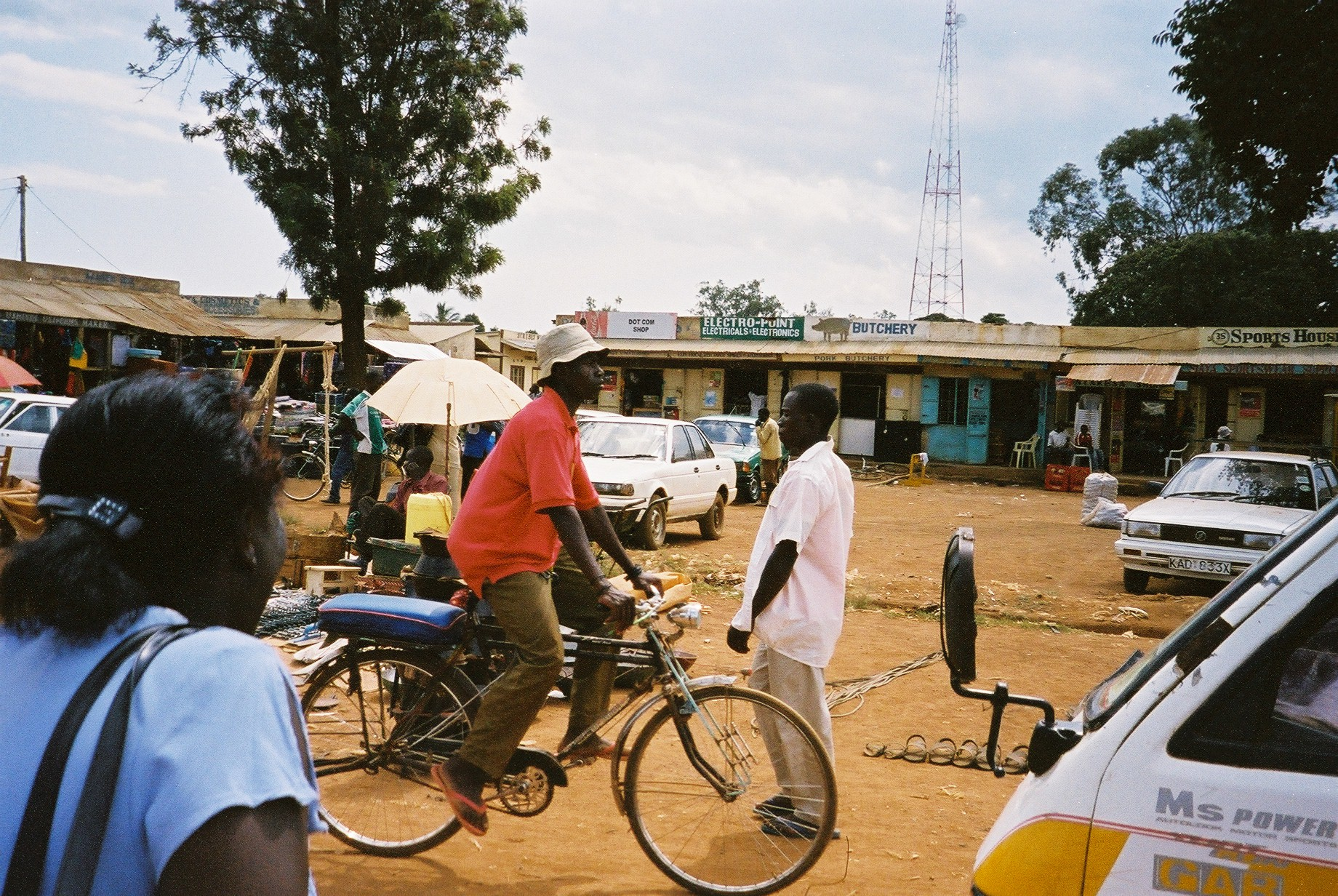
Le centre de Siaya avec un boda boda (vélo-taxi) au centre

- une piste d'atterrissage en terre battue située 4 km au Nord ;
- la route n°C 30 en provenance de Kisumu; la ville constitue la fin du tronçon de 50 km asphalté ;
- des lignes de bus et des matatu (minibus-taxi partagés).

Pour se déplacer, au départ du centre-ville, il sera aisé de trouver un pikipiki (cyclomoteur-taxi), un boda boda (vélo-taxi) ou de « marchander » le prix d'un déplacement avec le propriétaire d'une voiture tout en prenant soin de vérifier l'état du véhicule avant le voyage.

## Situation économique et sanitaire
Siaya et son district est le plus densément peuplé (> 1 000 personnes par km2) et l'un des plus pauvres du Kenya. Cela est dû à une productivité agricole très faible, un taux de chômage important et à des ressources sanitaires très basses.
À cela s'ajoute le fait que c'est le district où la morbidité et la mortalité, dus aux maladies infectieuses, sont le plus important dans le pays. Les affections les plus courantes sont : la malaria, les dermatoses (comme le SIDA ou les mycoses), les infections respiratoires (comme la tuberculose) et la malnutrition.
La mortalité infantile est de l'ordre de 50 à 200 pour 1 000 naissances. Ceci est dû, en grande partie, aux innombrables erreurs de diagnostic posé, en 1re ligne par les auxiliaires médicaux locaux (« Community Health Workers » aussi appelés « Barefoot doctors » en anglais),.
- Malnutrition : 2,5 à 5 % des enfants de moins de 36 mois;
- Malaria : 20 % des enfants de moins de 48 mois.

### Activités

#### Commerce
L'activité commerciale est uniquement concentrée au centre-ville et déploie toute la palette des petits commerces de distribution, de maintenance et de service existants.

#### Agriculture
Le principal point négatif pour la viabilité est la petitesse des exploitations.
- Horticulture : Principalement la banane, la patate douce, la tomate, l'oignon et le tournesol ;
- culture maraichère : Beaucoup d'habitants de Siaya et des environs cultivent leur propre terrain, principalement pour leur consommation personnelle mais aussi pour la vente directe au centre-ville ou à Kisumu au Kibuye Market. Les cultures prédominantes sont le maïs blanc pour la confection de l'ugali; le chou blanc ou le chou frisé et la tomate ;
- canne à sucre : Pour alimenter la sucrerie de Kisumu qui s'occupe aussi de la distillation de bioéthanol pour l'industrie des solvants et celle des carburants ;
- lait : Nombre d'habitants transportent une partie de leur production laitière vers les petites laiteries artisanales mais la production est largement en déficit par rapport à la demande locale.

### Établissements scolaires et hospitaliers
La ville possède :
- un hôpital public[7] de 360 lits (dont 60 en pédiatrie), le Siaya district Hospital qui n'est pas bien équipé en gros moyens (hormis l'imagerie médicale par rayons X) mais possède un laboratoire de biologie médicale et de recherche scientifique financé par l'University of New Mexico et le Kenya Medical Research Institute ainsi qu'une haute école de médecine et d'infirmerie, le Kenya Medical Training College[8]. Bien que ce soit le plus important complexe médical de la province de Nyanza après ceux de Kisumu, il est largement saturé (le district compte plus d'un million d'habitants). En pédiatrie, les enfants sont alités par deux pour un lit; le département obstétrique, voit une moyenne de 3 naissances journalières ;
- deux petites cliniques privées, la Dolphil Clinic (3 médecins) et la Bama Clinic (2 médecins)[9]

## Politique et administration
Administration :
- Maire (Bourgmestre) : Monsieur Coun Obiero Otare depuis 2008 - parti : ODM[10]

Politique :
- Parti au pouvoir : Orange Democratic Movement (ODM) ;
- Représentant au Parlement national (MP) pour les 5 circonscriptions électorales d'Alego : Monsieur Edwin Ochieng Yinda depuis 2008 - parti : ODM